# Hugh Griffith
Hugh Griffith (n. 30 mai 1912, Insula Anglesey, Țara Galilor - d. 14 mai 1980, Londra, Anglia) este un actor galez. A primit Premiul Oscar pentru cel mai bun actor în rol secundar pentru rolul său din Ben-Hur (1959) și a primit o nominalizare suplimentară la premiul Oscar pentru aceeași categorie pentru rolul său din Tom Jones (1963). 

## Filmografie
| An   | Film                                                                    | Rol                           | Note |
| ---- | ----------------------------------------------------------------------- | ----------------------------- | --- |
| 1940 | Neutral Port                                                            | Bit                           | Nem. |
| 1947 | Silver Darlings                                                         | Packman                       | |
| 1948 | So Evil My Love                                                         | Coroner                       | |
| 1948 | The Three Weird Sisters                                                 | Mabli Hughes                  | |
| 1948 | The First Gentleman                                                     | Bishop of Salisbury           | |
| 1948 | London Belongs to Me                                                    | Headlam Fynne                 | |
| 1949 | A Run for Your Money                                                    | Huw Price                     | |
| 1949 | Kind Hearts and Coronets                                                | Lord High Steward             | |
| 1949 | The Last Days of Dolwyn                                                 | The Minister                  | |
| 1949 | Doctor Morelle                                                          | Bensall, the butler           | |
| 1950 | Gone to Earth                                                           | Andrew Vessons                | |
| 1951 | The Galloping Major                                                     | Harold Temple, Process Server | |
| 1951 | Laughter in Paradise                                                    | Henry Augustus Russell        | |
| 1952 | The Wild Heart                                                          | Andrew Vessons                | |
| 1953 | The Titfield Thunderbolt                                                | Dan Taylor                    | |
| 1953 | The Beggar's Opera                                                      | The Beggar                    | |
| 1954 | The Sleeping Tiger                                                      | The Inspector                 | |
| 1955 | Passage Home                                                            | Pettigrew                     | |
| 1957 | The Good Companions                                                     | Morton Mitcham                | |
| 1957 | Lucky Jim                                                               | Professor Welch               | |
| 1959 | Ben-Hur                                                                 | Sheik Ilderim                 | Academy Award for Best Supporting Actor Laurel Award for Top Male Supporting Performance (locul 3) National Board of Review Award for Best Supporting Actor                                                                                          |
| 1959 | The Story on Page One                                                   | Judge Edgar Neilsen           | |
| 1960 | The Day They Robbed the Bank of England                                 | O'Shea                        | |
| 1960 | Exodus                                                                  | Mandria                       | |
| 1962 | The Counterfeit Traitor                                                 | Collins                       | |
| 1962 | The Inspector                                                           | Van der Pink                  | |
| 1962 | Term of Trial                                                           | O'Hara                        | |
| 1962 | Mutiny on the Bounty                                                    | Alexander Smith               | |
| 1963 | Tom Jones                                                               | Squire Western                | Laurel Award for Top Male Supporting Performance (locul 5) Nominalizare-Academy Award for Best Supporting Actor Nominalizare-BAFTA Award for Best Actor in a Leading Role Nominalizare-Golden Globe Award for Best Supporting Actor - Motion Picture |
| 1964 | Hide and Seek                                                           | Wilkins                       | |
| 1964 | The Bargee                                                              | Joe Turnbull                  | |
| 1965 | The Amorous Adventures of Moll Flanders                                 | Prison Governor               | |
| 1966 | How to Steal a Million                                                  | Bonnet                        | |
| 1967 | Oh Dad, Poor Dad, Mamma's Hung You in the Closet and I'm Feelin' So Sad | Commodore Roseabove           | |
| 1967 | Brown Eye, Evil Eye                                                     | Tadeusz Bridges               | |
| 1967 | The Sailor from Gibraltar                                               | Llewellyn                     | |
| 1967 | On My Way to the Crusades, I Met a Girl Who...                          | Ibn-el-Rascid                 | |
| 1968 | Oliver!                                                                 | The Magistrate                | Nominalizare-Golden Globe Award for Best Supporting Actor - Motion Picture |
| 1968 | The Fixer                                                               | Lebedev                       | Nominalizare-Golden Globe Award for Best Supporting Actor - Motion Picture |
| 1970 | Start the Revolution Without Me                                         | Regele Louis al XVI-lea       | |
| 1970 | Wuthering Heights                                                       | Dr. Kenneth                   | |
| 1970 | Cry of the Banshee                                                      | Mickey                        | |
| 1971 | The Abominable Dr. Phibes                                               | Rabbi                         | |
| 1972 | Whoever Slew Auntie Roo?                                                | The Pigman/Mr. Harrison       | |
| 1972 | Dr. Phibes Rises Again                                                  | Harry Ambrose                 | |
| 1972 | The Canterbury Tales                                                    | Sir January                   | |
| 1972 | What?                                                                   | Joseph Noblart                | |
| 1973 | The Final Programme                                                     | Professor Hira                | |
| 1974 | Take Me High                                                            | Sir Harry Cunningham          | |
| 1974 | Luther                                                                  | John Tetzel                   | |
| 1974 | Cugini Carnali                                                          | Baron de Roccadura            | Alte denumiri Loving Cousins, Hot and Bothered și High School Girl |
| 1974 | Craze                                                                   | Solicitor                     | |
| 1975 | Legend of the Werewolf                                                  | Maestro Pamponi               | |
| 1976 | The Passover Plot                                                       | Caiaphas                      | |
| 1977 | Joseph Andrews                                                          | Squire Western                | |
| 1977 | The Last Remake of Beau Geste                                           | Judecător                     | |
| 1977 | Casanova & Co.                                                          | The Caliph                    | |
| 1978 | Grand Slam                                                              | Caradog Lloyd-Evans           | |
| 1978 | The Hound of the Baskervilles                                           | Frankland                     | |
| 1979 | A Nightingale Sang in Berkeley Square                                   | Sid Larkin                    | |

Sursa: „Hugh Griffith”. IMDb. Accesat în 11 octombrie 2013.